# Potencial llindar

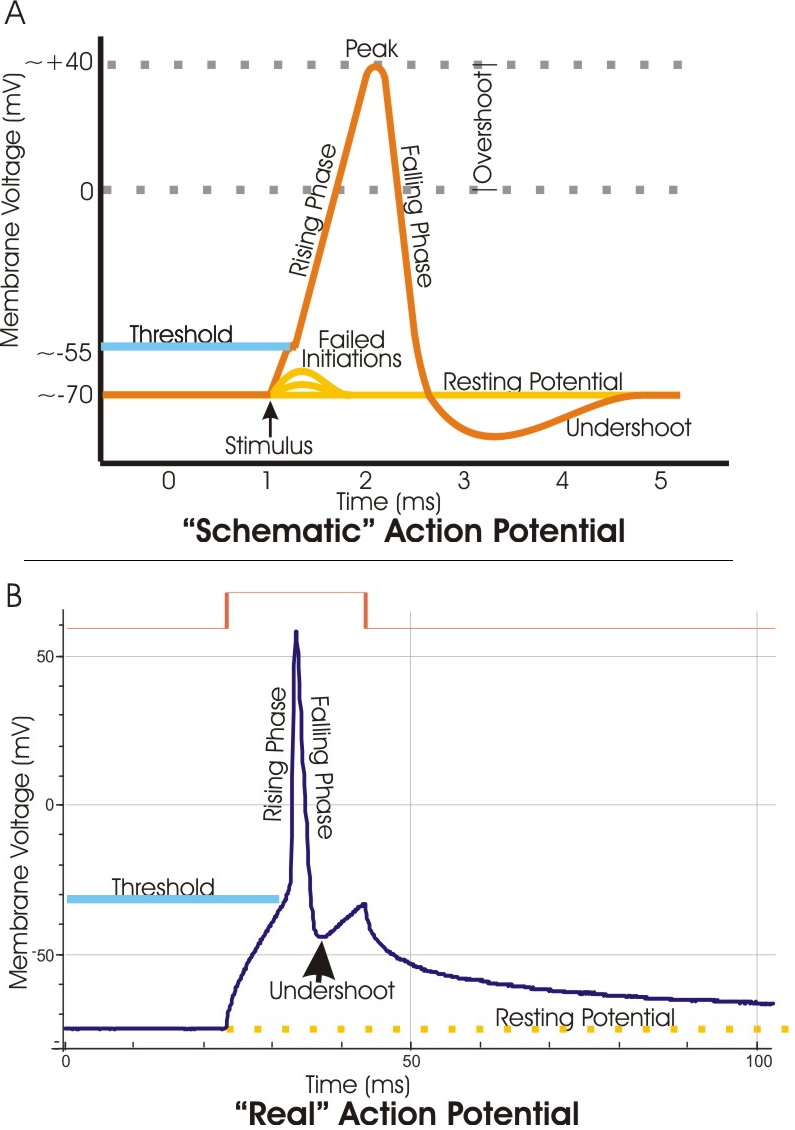
A. Una visió esquemàtica d'un potencial d'acció idealitzat il·lustra les seves diferents fases a mesura que el potencial d'acció passa per un punt de la membrana cel·lular. B. Els enregistraments reals dels potencials d'acció sovint es distorsionen en comparació amb la vista esquemàtica a causa de les variacions en les tècniques electrofisiològiques utilitzades per fer l'enregistrament.

En electrofisiologia, el potencial llindar és el nivell crític al qual s'ha de despolaritzar un potencial de membrana per iniciar un potencial d'acció. En neurociència, els potencials llindar són necessaris per regular i propagar la senyalització tant al sistema nerviós central (SNC) com al sistema nerviós perifèric (SNP).
Molt sovint, el potencial llindar és un valor de potencial de membrana entre –50 i –55 mV, però pot variar en funció de diversos factors. El potencial de membrana en repòs d'una neurona (–70 mV) es pot alterar per augmentar o disminuir la probabilitat d'assolir el llindar mitjançant ions de sodi i potassi. Una afluència de sodi a la cèl·lula a través de canals de sodi oberts i dependents de voltatge pot despolaritzar la membrana més enllà del llindar i, per tant, excitar-la, mentre que una sortida de potassi o una entrada de clorur poden hiperpolaritzar la cèl·lula i, per tant, impedir que s'assoleixi el llindar.
Els primers experiments van girar al voltant del concepte que qualsevol canvi elèctric que es produeixi a les neurones s'ha de produir per l'acció dels ions. El químic físic alemany Walther Nernst va aplicar aquest concepte en experiments per descobrir l'excitabilitat nerviosa i va concloure que el procés d'excitació local a través d'una membrana semipermeable depèn de la concentració iònica. A més, es va demostrar que la concentració d'ions és el factor limitant de l'excitació. Si s'aconseguia la concentració adequada d'ions, sens dubte es produiria l'excitació. Aquesta va ser la base per descobrir el valor llindar.

## Funció i característiques fisiològiques
El valor llindar controla si els estímuls entrants són suficients o no per generar un potencial d'acció. Es basa en un equilibri d'estímuls inhibidors i excitadors entrants. Els potencials generats pels estímuls són additius, i poden arribar a un llindar en funció de la seva freqüència i amplitud. El funcionament normal del sistema nerviós central implica una suma de les entrades sinàptiques fetes en gran part a l'arbre dendrític d'una neurona. Aquests potencials graduats locals, que s'associen principalment a estímuls externs, arriben al segment inicial axonal i es construeixen fins que aconsegueixen assolir el valor llindar. Com més gran és l'estímul, més gran és la despolarització o l'intent d'assolir el llindar. La tasca de despolarització requereix diversos passos clau que es basen en factors anatòmics de la cèl·lula. Les conductàncies iòniques implicades depenen del potencial de membrana i també del temps després del canvi del potencial de membrana.